# Young Hearts: Complete Greatest Hits
Young Hearts: Complete Greatest Hits è un album raccolta della Steve Miller Band, pubblicato dalla Capitol Records nel 2003.

## Tracce
1. Take the Money and Run – 2:52 (Steve Miller) – Tratto dall'album Fly Like an Eagle (1976)
2. Abracadabra – 3:41 (Steve Miller) – Tratto dall'album Abracadabra (1982)
3. Rock'N Me – 3:08 (Steve Miller) – Tratto dall'album Fly Like an Eagle (1976)
4. Swingtown – 3:39 (Chris McCarty, Steve Miller) – Tratto dall'album Book of Dreams (1977)
5. The Joker – 4:29 (Eddie Curtis, Ahmet Ertegun, Steve Miller) – Tratto dall'album The Joker (1973)
6. Livin' in the U.S.A. – 3:47 (Steve Miller) – Tratto dall'album Sailor (1968)
7. Space Intro – 1:14 (Steve Miller) – Tratto dall'album Fly Like an Eagle (1976)
8. Fly Like an Eagle – 4:06 (Steve Miller) – Tratto dall'album Fly Like an Eagle (1976)
9. Threshold – 1:06 (Byron Allred, Steve Miller) – Tratto dall'album Book of Dreams (1977)
10. Jet Airliner – 4:30 (Steve Miller, Paul Pena) – Tratto dall'album Book of Dreams (1977)
11. Space Cowboy – 4:59 (Steve Miller, Ben Sidran) – Tratto dall'album Brave New World (1969)
12. Jungle Love – 3:11 (Morris Day, Greg Douglass, Steve Miller, Lonnie Turner) – Tratto dall'album Book of Dreams (1977)
13. Serenade – 3:15 (Chris McCarty, Steve Miller) – Tratto dall'album Fly Like an Eagle (1976)
14. Cry Cry Cry – 4:09 (Steve Miller) – Tratto dall'album Wide River (1993)
15. Shubada Du Ma Ma – 5:45 (Steve Miller) – Tratto dall'album The Joker (1973)
16. Wide River – 3:59 (Chris McCarty, Steve Miller) – Tratto dall'album Wide River (1993)
17. Wild Mountain Honey – 4:54 (Steve McCarty, Steve Miller) – Tratto dall'album Fly Like an Eagle (1976)
18. The Stake – 3:34 (David Denny, Steve Miller) – Tratto dall'album Book of Dreams (1977)
19. My Dark Hour – 2:39 (Paul McCartney, Steve Miller) – Tratto dall'album Brave New World (1969)
20. Who Do You Love – 2:50 (Tim Davis, Steve Miller) – Tratto dall'album Italian X-Rays (1984)
21. I Want to Make the World Turn Around – 4:31 (Steve Miller) – Tratto dall'album Living in the 20th Century (1986)
22. Dance Dance Dance – 2:19 (Jason Cooper, Steve Miller) – Tratto dall'album Fly Like an Eagle (1976)

## Musicisti
- Steve Miller - voce, chitarra